# Biskaya
Die Biskaya ([bɪsˈkaːja] ⓘ), auch Golf von Biskaya genannt (französisch Golfe de Gascogne, baskisch Bizkaiko Golkoa, spanisch Golfo de Vizcaya, galicisch Golfo de Biscaia, asturisch Golfu de Vizcaya, okzitanisch Golf de Gasconha, bretonisch Pleg-mor Gwaskogn, lateinisch Sinus Cantabricus), ist eine Bucht des Atlantischen Ozeans, die sich von Galicien bis zur Bretagne entlang der Nordküste Spaniens und der Westküste Frankreichs erstreckt. Dieses Seegebiet ist für starke Stürme und extremen Seegang bekannt. Die Biskaya reicht durch den tiefen Einschnitt des Ozeans bis über den Kontinentalschelf hinaus. Sie wird als Randmeer des Atlantischen Ozeans aufgefasst.

## Bezeichnungen
Die südliche, vor der spanischen Küste bis zum Fluss Adour (Frankreich) gelegene Biskaya wird auf Spanisch, Galicisch und Asturisch in der Regel als Mar Cantábrico bzw. Mar Cantábricu (Kantabrische See, lat. Mare Cantabricum) bezeichnet; daneben werden die Bezeichnungen Golfo de Vizcaya, Golfo de Biscaia und Golfu de Vizcaya verwendet, um die gesamte Biskaya zu bezeichnen. Auch im Französischen ist die Bezeichnung Kantabrische See (Mer Cantabrique) für die Südhälfte der Biskaya geläufig, und im Baskischen ist Kantauri Itsasoa üblich.
Ein Teil der spanischen Biskayaküste ist unter der touristischen Bezeichnung Costa Verde (‚Grüne Küste‘) bekannt. In der Region herrscht ein gemäßigtes Seeklima mit hohem Niederschlag, wodurch die Landschaft grüner als in anderen Teilen Spaniens ist.

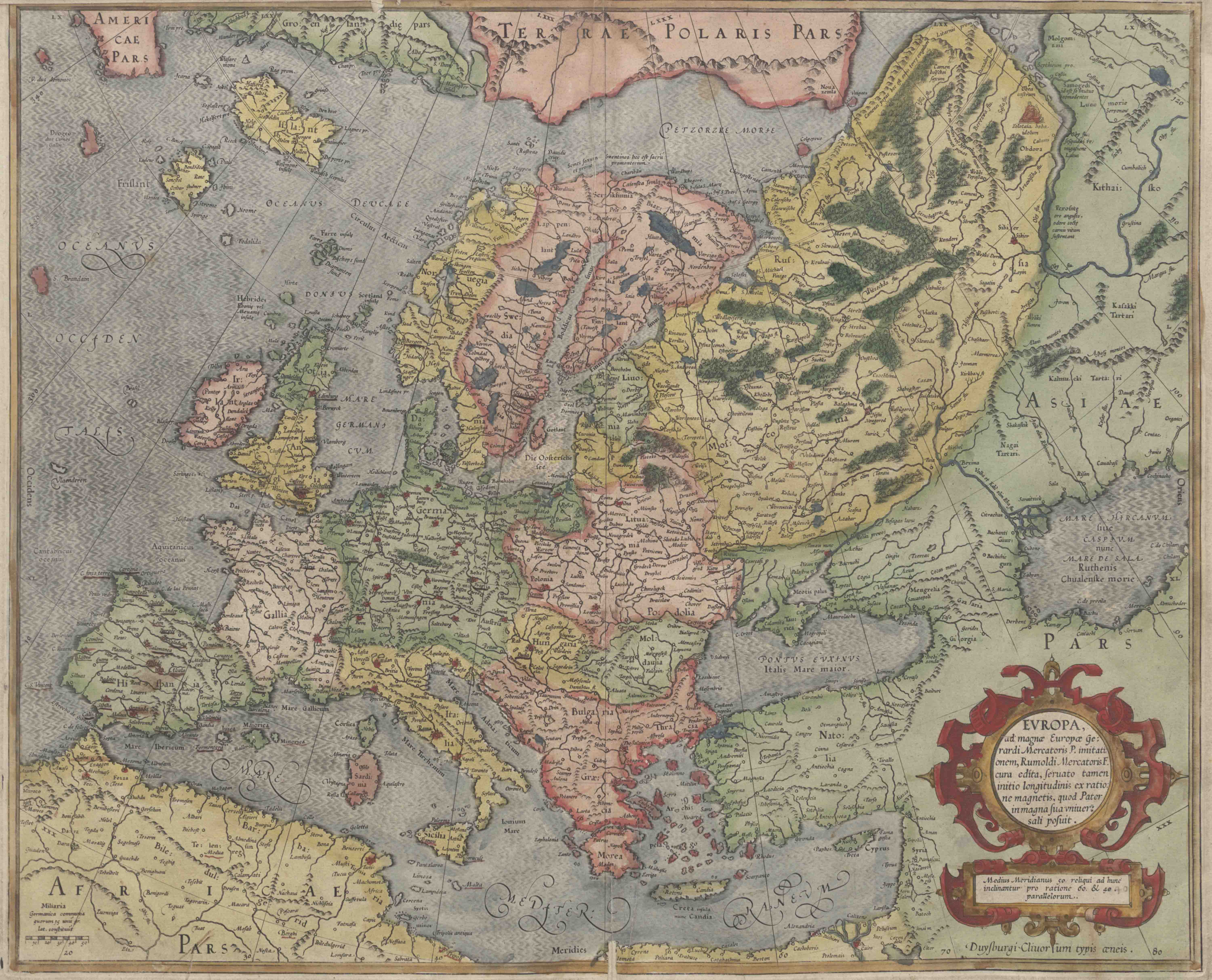
Mercator-Karte von Europa aus dem Jahr 1589 mit dem Aquitanicus oceanus

Auf der Mercator-Karte von Europa aus dem Jahr 1589 ist die Biscaya als Aquitanicus oceanus bezeichnet, während Cantabricus oceanus westlich der spanischen Westküste bei Kap Finisterre eingezeichnet ist. Letzteres widerspricht einer synonymen Verwendung beider Bezeichnungen.

## Geografie
- Karte mit allen Koordinaten:
- OSM |
- WikiMap

### Meer
Als wasserseitige Grenze zwischen Biskaya und dem übrigen Atlantik gilt die Luftlinie (geodätischer Großkreis) vom spanischen Cabo Ortegal (44° N, 8° W) oder vom einige Kilometer weiter östlich liegenden Estaca de Bares (44° N, 8° W), das als westliche Begrenzung des Kantabrischen Meeres genannt wird, zum bretonischen Pointe Penmarc’h (48° N, 4° W). Die von dieser Linie und der Küste umschlossene Fläche ist ca. 223.000 km² groß, die größte Wassertiefe beträgt 4735 m im Sables d’Olonne Canyon (46° N, 4° W), nördlich des Zentrums und 155 Kilometer südwestlich der Île d’Yeu. Bei einer mittleren Tiefe von 1774 Metern berechnet sich ein Wasservolumen von 395.600 km³. Die Hauptrichtung von Wind und Meeresströmung wird vom Eintreffen des Golfstroms an der europäischen Festlandsküste bewirkt und führt vom Pointe Penmarc’h an der bretonischen Südküste aus in einer im Uhrzeigersinn drehenden Strömung bis zum Cabo Ortegal. Die dabei auftretenden Verwirbelungen zwischen dieser Strömung und der Küste gelten in der Seefahrt durchaus als gefährlich, zumindest für kleine und mittlere Wasserfahrzeuge.

### Küste
An der meist felsigen, aber – vor allem in Asturien – von reizvollen Sandbuchten mit vorgelagerten Felsinseln durchsetzten spanischen Biskayaküste liegen von West nach Ost die vier autonomen Regionen Galicien, Asturien, Kantabrien und die Autonome Gemeinschaft Baskenland, der spanische Teil des Baskenlands. Die Nordküste von Galicien hat durch die Rías Altas einen fjordähnlichen Charakter. Das wirtschaftliche Zentrum von Asturien ist die Hafenstadt Gijón. Auch die Hauptstadt von Kantabrien, Santander, liegt an der Biskaya und ist touristisch geprägt. Im Baskenland liegt die Provinz Bizkaia, nach der die Meeresbucht benannt ist. Der Hafen des Küstenorts San Sebastian ist einer der größten des Landes.
Der französische Teil der Küste gehört zu den drei Regionen Nouvelle-Aquitaine (mit den Küstenorten Biarritz, Bordeaux, Rochefort und La Rochelle), Pays de la Loire (mit den Küstenorten Nantes und Saint-Nazaire) und Bretagne (mit dem Ort Lorient).
An der Küste der Bretagne trifft die Biscaya am Pointe de Penmarch, der auch die südliche Begrenzung der Baie d’Audierne darstellt, auf die Keltische See.

## Kultur
- An der nordspanischen Küste verläuft seit dem Hochmittelalter der Küstenwanderweg (Camino de la Costa) nach Santiago de Compostela.
- Der Titel Biscaya (1982) ist einer der größten Erfolge von James Last.